# Arteria colica sinistra
L'arteria colica sinistra, detta anche arteria colica superiore sinistra, è un ramo arterioso che nasce dall'arteria mesenterica inferiore e si dirige verso la porzione discendente del colon.
Prima di raggiungerla si divide in un ramo ascendente che si anastomizza  con il ramo ascendente dell'arteria colica media branca dell'arteria mesenterica superiore formando l'arcata di Riolano e in un ramo discendente che si anastomizza con il primo ramo dell'arteria sigmoidea.
| rami principali                | territorio di irrorazione |
| Arteria colica sinistra        | |
| Arteria sigmoidea              | può essere unica ma se ne possono riscontrare fino a 7. I rami si anastomizzano tra loro e quello più basso con l'arteria emorroidaria superiore . L'assenza di quest'ultima anastomosi determina, dal punto di vista dell'irrorazione, un'area critica conosciuta come punto critico di Sudeck.                                                                              |
| Arteria emorroidaria superiore | ramo terminale irrora la parte superiore del retto dividendosi in due branche che circondano lateralmente quest'organo contraendo numerose anastomosi con le arterie emorroidarie medie che sono rami dell'arteria iliaca interna (o arteria ipogastrica) e con le arterie emorroidarie inferiori che provengono dalle arterie pudende interne rami dell'arteria ipogastrica. |